# Lupoaia (Bihor)
Lupoaia (en hongrois : Farkaspatak) est un village de Roumanie situé dans le Județ de Bihor. Administrativement, il fait partie de la commune de Holod. En 2011, le village comptait 702 habitants.